# Dimos Elefsina
Dimos Elefsina är en kommun i Grekland.   Den ligger i prefekturen Nomarchía Dytikís Attikís och regionen Attika, i den sydöstra delen av landet, 20 km nordväst om huvudstaden Aten. Antalet invånare är 29 902.